# Maria I d'Inghilterra
Maria I Tudor (Greenwich, 18 febbraio 1516 – St. James's, 17 novembre 1558) è stata regina d'Inghilterra e Irlanda dal 19 luglio 1553 alla morte, nonché regina consorte di Spagna dal 1554. È nota con gli appellativi di Maria la Cattolica e Maria la Sanguinaria (Bloody Mary), avendo fatto giustiziare almeno trecento oppositori religiosi tra cui Thomas Cranmer.
Figlia di Enrico VIII e di Caterina d'Aragona (figlia di Isabella e Ferdinando di Spagna), Maria, quarta e penultima monarca della dinastia Tudor, è ricordata soprattutto per il suo estremo tentativo di restaurare il cattolicesimo in Inghilterra dopo lo scisma del padre. Tuttavia la sua politica in campo religioso fu abbandonata e sconfitta da Elisabetta I, che le succedette alla sua morte.

## I primi anni
Figlia del re Enrico VIII e di Caterina d'Aragona, trascorse un'infanzia felice, circondata dall'affetto dei genitori e dalle attenzioni della corte. Piccola, bionda, pallida, fu fidanzata in via ufficiosa prima con Francesco di Valois, delfino di Francia e duca d'Angoulême, e poi con Filippo II di Spagna re di Spagna, Paesi Bassi, di Sicilia e parte delle Americhe.
La sua sorte subì una brusca svolta con l'ingresso di Anna Bolena nella vita di Enrico VIII: il desiderio del re di divorziare dalla moglie portò a un progressivo disinteresse nei confronti di quest'ultima e della stessa Maria, che culminò, dopo il matrimonio con la Bolena, nell'astio dovuto al rifiuto della ragazza di riconoscere la nuova regina. Maria, che era ormai una giovane donna, fu allontanata dalla madre Caterina d'Aragona e non la rivide mai più. Entrambe rimasero ferme sui loro princìpi e non si piegarono mai a compromessi. All'ex principessa, retrocessa al titolo di lady Maria dopo la nascita della sorellastra Elisabetta e dichiarata illegittima, fu imposto di far parte del seguito dei servitori della nuova infante reale.

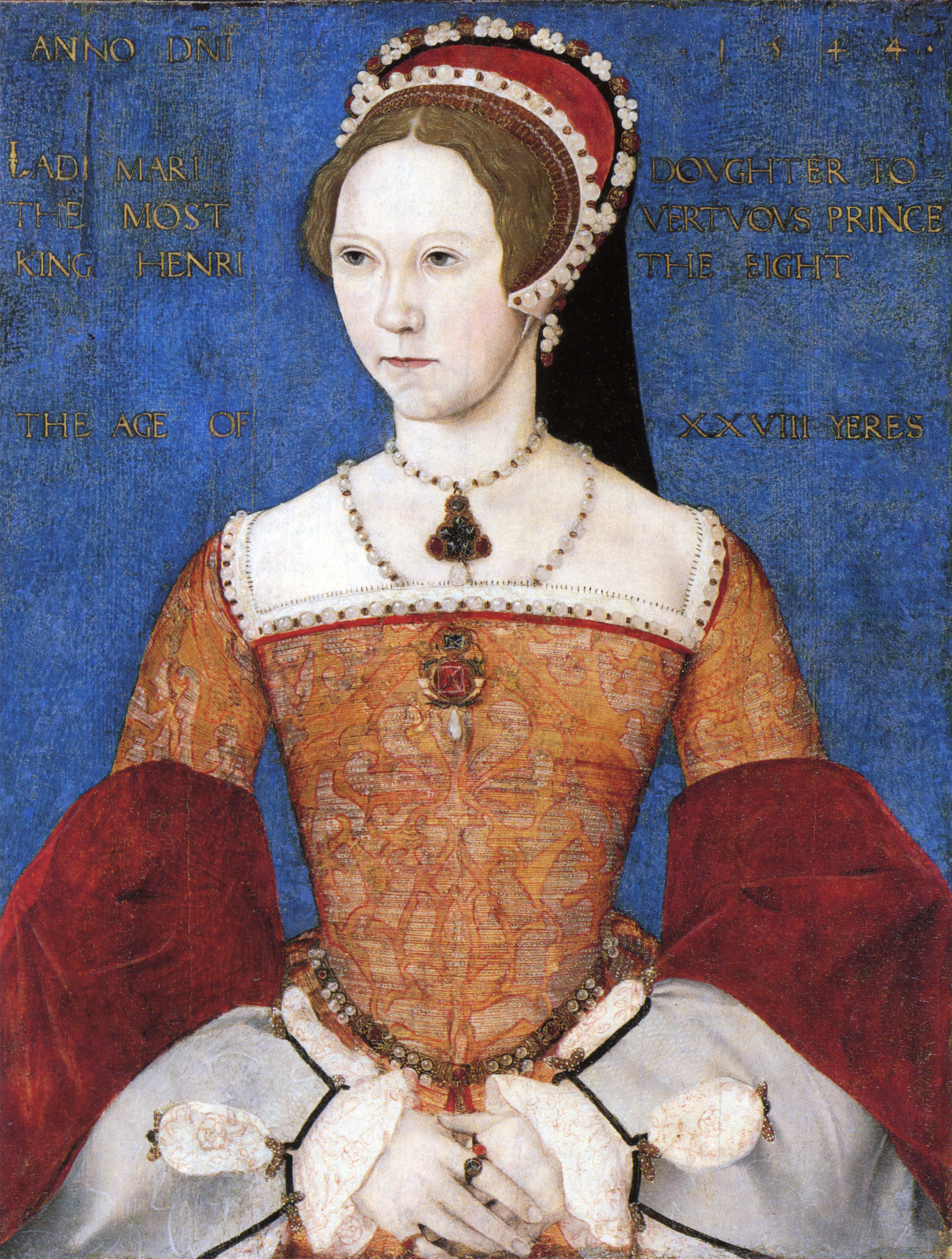
Ritratto di Maria Tudor, "Master John" (Johannes Corvus), 1544, Londra, National Portrait Gallery

Le umiliazioni per Maria non erano finite qui: il padre non volle più vederla e ordinò che fosse chiusa nelle sue stanze quando si recava a Hatfield a far visita a Elisabetta. Maria conobbe un breve periodo di pace con l'esecuzione di Anna Bolena e l'ascesa al trono di Jane Seymour, la quale fu benevola nei suoi confronti, come pure la quarta consorte di Enrico VIII, Anna di Clèves. Le terribili esperienze della prima adolescenza lasciarono un segno indelebile nella personalità della futura regina, segnata soprattutto dall'odio per Anna Bolena. Nonostante l'odio per Anna, finché Maria non divenne regina lei ed Elisabetta ebbero un buon rapporto, così come anche con Edoardo, figlio della terza moglie di Enrico, Jane Seymour, ed Henry FitzRoy, figlio illegittimo di Enrico avuto con l'amante Elizabeth Blount. Il rapporto con Elisabetta sfumò in conflittuale solo quando Maria divenne regina e tentò di riportare il cattolicesimo in Inghilterra, mentre Elisabetta era protestante.

## Il regno (1553-1558)

### L'ascesa al trono (1553)

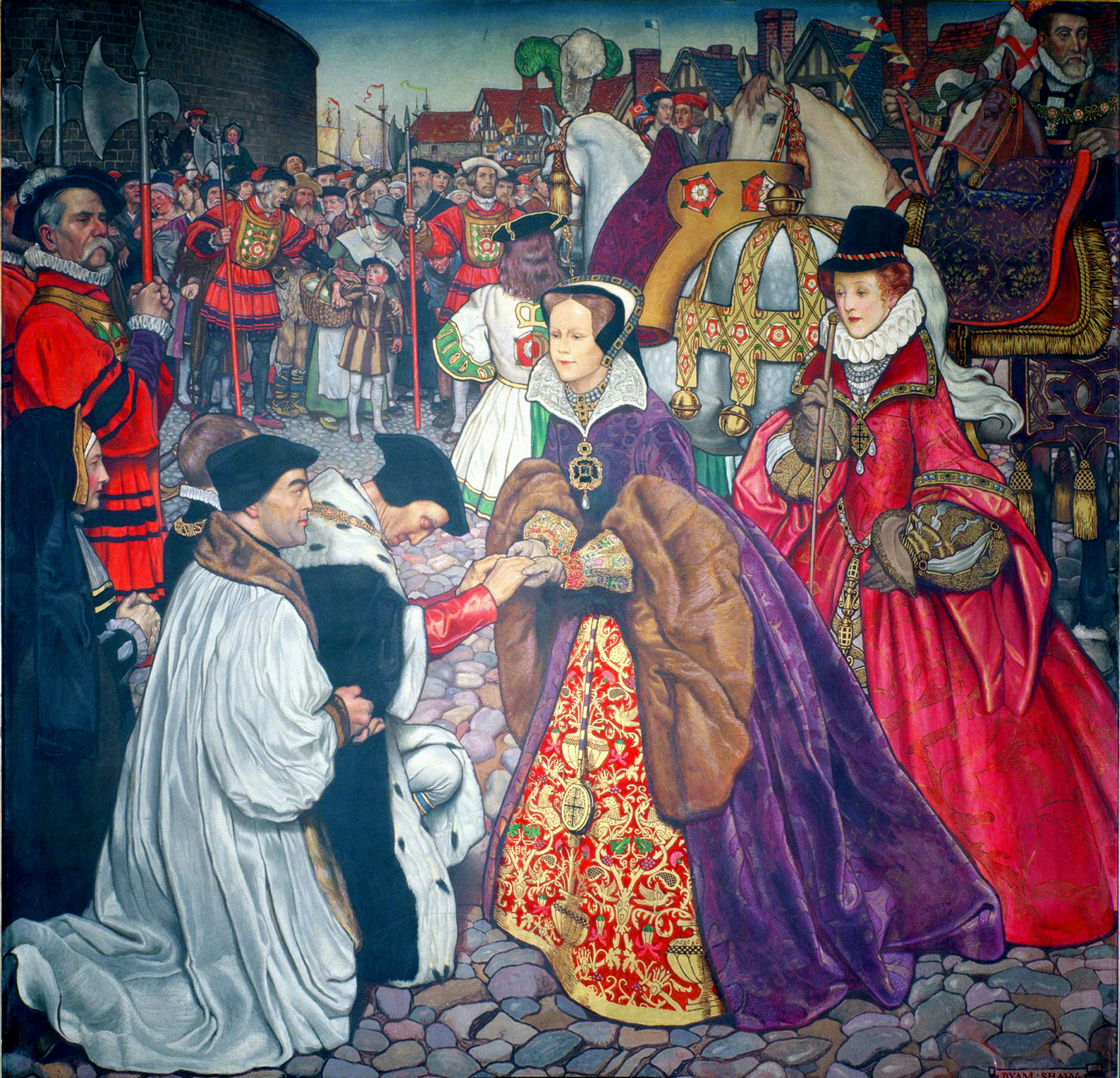
L'entrata a Londra di Maria nel 1553: alle sue spalle la sorellastra Elisabetta

Alla morte del fratellastro Edoardo VI d'Inghilterra, salì al trono Jane Grey sostenuta dal marito assetato di potere Guilford Dudley. Fu regina d'Inghilterra per soli nove giorni: infatti Edoardo VI, fragile ragazzo manipolato dagli uomini della sua corte, era stato convinto ad apportare delle modifiche alla legge di successione del padre Enrico VIII e con il proprio testamento ne aveva promulgato una nuova che escludeva Maria dalla successione per evitare il ritorno del regno al cattolicesimo. Con la nuova legge furono quindi da considerarsi pretendenti al trono unicamente la cugina Jane Grey e la sua discendenza, e, in caso di una sua mancata discendenza, la zia Margherita sorella del padre Enrico VIII.
Maria, appoggiata dal popolo che la considerava la legittima erede al trono e da gran parte degli uomini politici del paese (specie dagli esponenti della gentry del Norfolk), rivendicò i suoi diritti alla successione venendo acclamata e incoronata regina d'Inghilterra il 19 luglio 1553. Maria, quando salì al trono all'età di 37 anni, era priva di qualsiasi formazione politica e strategica ma puntava a non fidarsi di nessuno; perdonò tutti i suoi oppositori tranne il duca di Northumberland, che mandò al patibolo il 22 agosto.
Anche i consiglieri che erano fedeli a lei vennero riammessi nel Consiglio, in quanto la nuova sovrana assoluta per diritto divino aveva bisogno della loro esperienza, affiancando loro quei nobili che l'avevano aiutata a conquistare il trono. L'insediamento della nuova regina determinò dei mutamenti nella prassi e nelle consuetudini, come l'accesso alle stanze reali consentito solo alle donne, alcune delle quali avevano un enorme ascendente su di lei. Maria per le questioni più rilevanti, come anche in passato, faceva affidamento sui consigli del cugino, l'imperatore Carlo V.

### Stephen Gardiner e Reginald Pole: la restaurazione del cattolicesimo
Il suo primo obiettivo era la restaurazione della religione cattolica e il ripristino della supremazia papale in Inghilterra. A tal fine il papa Giulio III inviò, a novembre del 1554, il cardinale Reginald Pole, lontano parente della famiglia reale inglese, la cui madre venne condannata a una controversa decapitazione da Enrico VIII durante le controversie con il papato seguite allo scisma anglicano, con il compito di assolvere il Regno dal peccato e procedere alla restaurazione del cattolicesimo. Pole fu nominato pertanto arcivescovo di Canterbury (l'ultimo arcivescovo cattolico prima del ritorno dell'anglicanesimo sotto Elisabetta) e cercò di ricostruire la gerarchia romana nello spirito di quel movimento controriformistico che avrebbe trovato piena legittimazione dal Concilio di Trento. Maria, in campo secolare, fu affiancata dall'arcivescovo Stephen Gardiner, nominato Lord Cancelliere, con il compito di instaurare una politica repressiva contro gli oppositori interni.
Gardiner era caduto in disgrazia nell'ultimo periodo di regno di Enrico VIII e fu imprigionato nella Torre di Londra sotto il regno del successore Edoardo VI. Il suo governo durò però appena due anni: il 12 novembre del 1555 morì infatti a Whitehall. I due ecclesiastici non potevano essere più diversi l'uno dall'altro: mentre Pole era un seguace dell'erasmismo, allineandosi alle linee guida tracciate dal grande umanista Erasmo da Rotterdam (difesa della pace, rifiuto di ogni estremismo religioso, sviluppo di una fede interiore, atteggiamento di dialogo verso i non cattolici), Gardiner era invece legato a quei circoli intransigenti che trovavano a Roma espressione nella rigidissima figura del cardinale Gian Pietro Carafa, futuro papa Paolo IV.

### Il matrimonio con Filippo II: la rivolta di Thomas Wyatt il Giovane (1554)
La regina, però, sapeva bene quanto fosse fragile la sua politica di restaurazione. Giunta all'età di 38 anni, necessitava di un erede per continuare la sua battaglia e quindi cercò disperatamente un marito. Venne fatto il nome dell'inglese Edward Courtenay, I conte di Devon, uno dei nemici di Enrico VIII, ma fu ritenuto di personalità instabile. Carlo V le consigliò suo figlio, Filippo (che divenne re di Spagna con il nome di Filippo II), ma questo significava in pratica cedere la corona dell'Inghilterra in mano agli Asburgo subito dopo le nozze. I consiglieri erano in disaccordo su questa scelta (e lo sarebbe stato anche il popolo), in quanto si temeva che l'Inghilterra avrebbe finito per essere assoggettata alla corona spagnola.
Le intenzioni di sposare il figlio del cattolicissimo Carlo V suscitarono le ire dei protestanti del Regno (che mal tolleravano un sovrano straniero e per di più cattolico) e la reazione francese, la quale temeva che la rinnovata alleanza anglo-spagnola potesse svilire il suo piano di predominio. Diffusa dai francesi la voce che Filippo intendesse portare un esercito spagnolo per controllare direttamente l'Inghilterra, i protestanti elaborarono piani insurrezionali che provenivano dai membri della gentry esclusi dai favori reali. Il primo focolaio di rivolta si accese nel Kent, all'inizio del 1554: 3.000 uomini guidati da Thomas Wyatt il Giovane marciarono verso Londra, che venne assediata. Maria si rifugiò con i cittadini nel municipio e fece sbarrare le porte della città. Benché Wyatt avesse proclamato di non volere "fare del male alla regina, ma solo migliorare Consiglio e consiglieri", la regina non fu assolutamente clemente, dopo che le truppe ribelli furono battute a Kingston dalle truppe reali.

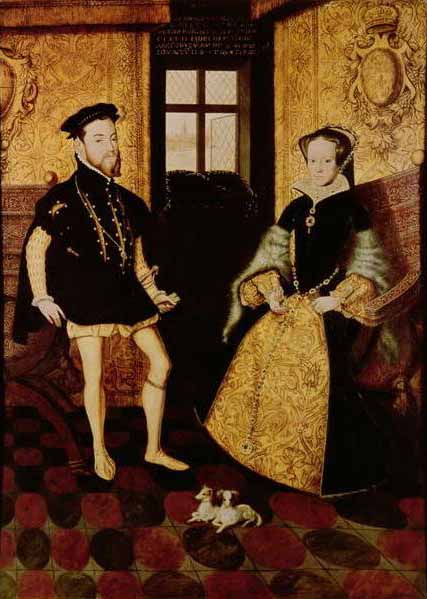
Filippo II e Maria I

Distrutta l'opposizione protestante, Maria poté procedere con il matrimonio. Ottenuta facilmente la dispensa (i due sposi erano cugini di secondo grado), il 25 luglio 1554, a Winchester, il vescovo Gardiner celebrò il matrimonio fra i due. La regina Maria aveva 38 anni, mentre il principe Filippo aveva 27 anni. I rapporti tra i due sposi (che si esprimevano in latino, visto che entrambi non conoscevano le rispettive lingue materne), furono diseguali: se Maria amava sinceramente Filippo, questi invece la trattava sempre freddamente, cercando soltanto di consumare il matrimonio per ottenere un erede da porre poi sul trono inglese. Inoltre, Filippo (che diventerà re di Spagna nel 1556, in seguito all'abdicazione del padre Carlo V) si assentava spesso dall'Inghilterra e la lasciava governare tranquillamente (anche perché Filippo, secondo i patti prematrimoniali, aveva sì il titolo di re d'Inghilterra, ma privo di qualsiasi potere politico).
Verso settembre si diffuse la voce che Maria potesse essere incinta del sospirato erede. A novembre riferì lei stessa che sentiva il feto muoversi nella sua pancia. La nascita dell'erede venne stimata a maggio 1555 e vennero preparate le camere e gli arredi necessari a ospitarlo ad Hampton Court, dove Filippo e Maria si spostarono. Le voci popolari si diffusero (ci fu addirittura chi sostenne di aver visto il neonato) e del resto dal punto di vista medico ai tempi era molto difficile discernere una falsa gravidanza. I mesi passavano e il parto non avveniva: alla fine di luglio fu chiaro che non si trattava di una vera gravidanza (anche se fiorirono le voci più fantasiose al riguardo).

### La legge per la punizione degli eretici (1555): la leggenda di "Bloody Mary"
La rivolta di Wyatt e l'alleanza con la Spagna accelerarono la restaurazione cattolica di Maria. Ne seguì in primo luogo una repressione che le valse il nome di Maria "la sanguinaria"; i primi a morire furono, il 12 febbraio, Lady Jane Grey e Guilford Dudley. Maria sospettò anche della sorellastra Elisabetta, facendola rinchiudere nella Torre di Londra, in quanto c'era il sospetto che Wyatt intendesse porla sul trono. Rinchiusa nella Torre di Londra, Elisabetta fu poi liberata, in quanto non si trovarono prove a suo carico. A partire dal mese di febbraio, morirono 274 protestanti, la maggior parte mandati al rogo: tra i più importanti, ricordiamo i vescovi Hooper, Ridley, Latimer e Thomas Cranmer. L'arrivo degli spagnoli, inoltre, portò malcontento nel Paese e la paura dell'Inquisizione si fece presto realtà quando il vescovo di Londra, Edmund Bonner, aprì la caccia agli eretici nella sua diocesi.

### La guerra contro la Francia e la perdita di Calais (1557-1558)
Mentre il regno d'Inghilterra sprofondava nella caccia agli eretici, Maria si affidò completamente alla politica del marito, ormai divenuto nel 1556 re di Spagna. Filippo II aveva ereditato dal padre la guerra contro una Francia rinvigorita dall'energia di Enrico II, figlio del suo arcinemico Francesco I, e aveva la necessità di un alleato che potesse impegnare i francesi sul fronte settentrionale. Benché Maria intendesse seguire le imprese belliche spagnole, la sua volontà trovò inizialmente una forte resistenza all'interno del Consiglio: l'instabilità interna, l'esercito impegnato a tenere a freno eventuali rivolte protestanti e un dissesto generale delle finanze erano delle ottime scusanti per non dichiarare guerra al ben più organizzato Regno di Francia. L'influenza spagnola, ancora una volta, vinse sulle resistenze interne: nel giugno del 1557 fu inviata la dichiarazione di guerra ai francesi, i quali per tutta risposta attaccarono l'ultimo possedimento inglese sul continente, la città di Calais. Questa fu facilmente conquistata dal duca di Guisa il 7 gennaio 1558: ebbe così fine la presenza inglese sul continente.

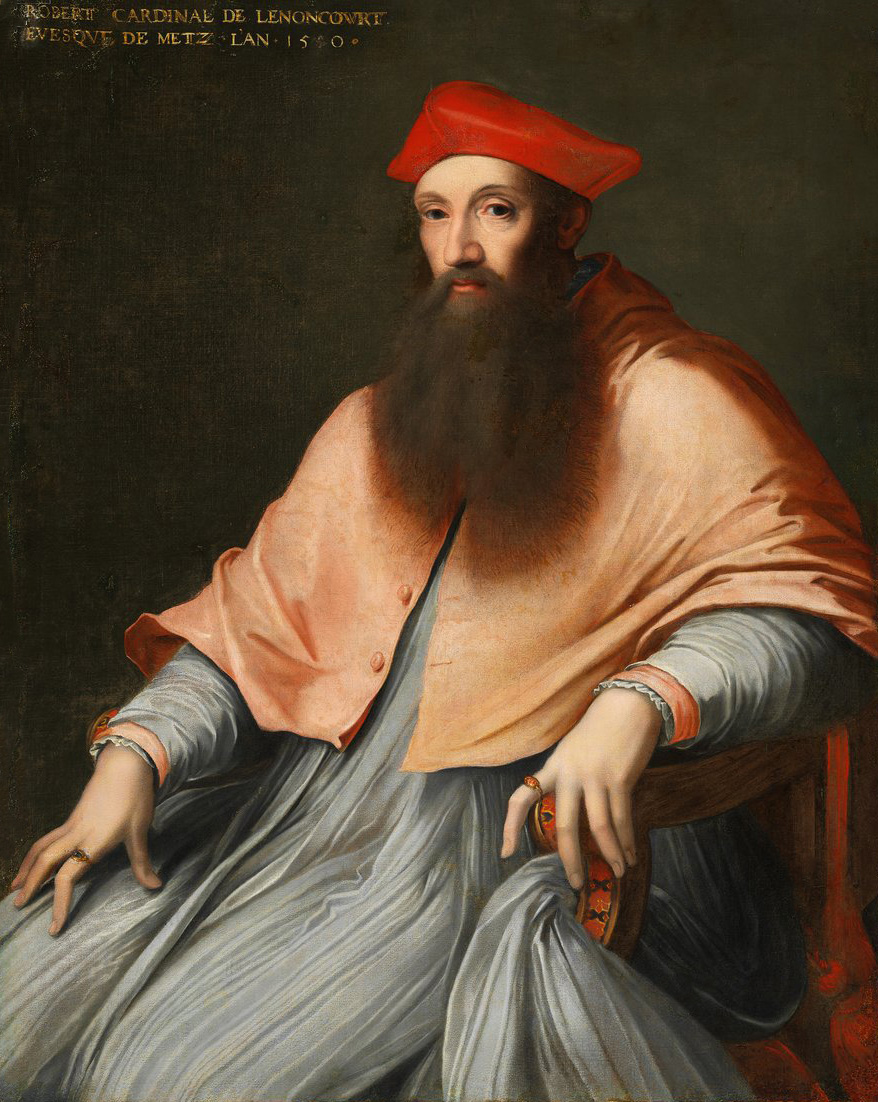
Reginald Pole, ultimo arcivescovo cattolico di Canterbury

Benché si trattasse di un piccolo possedimento, insignificante dal punto di vista militare, Calais nondimeno aveva un forte valore sul piano economico e simbolico, perché era il ponte del commercio sul continente delle pregiate lane inglesi, e costituiva l'ultima testimonianza della passata grandezza militare inglese, legata com'era al ricordo della prodezza con cui Edoardo III era riuscito a conquistarla nel 1347. Infine, un altro duro colpo per la cattolica Maria fu costituito dalla rottura, causata dall'alleanza con la Spagna, con il papa Paolo IV Carafa, fanaticamente antispagnolo e alleato della Francia. Inoltre, il Pontefice aveva anche accusato Reginald Pole di essere troppo mite nell'attuare la ricostruzione della Chiesa Cattolica in Inghilterra, criticando indirettamente la regina.

### La morte (1558)
L'ultima illusione per la regina venne con l'avvicinarsi della morte, che le si manifestò con un ingrossamento del ventre e la scomparsa delle mestruazioni. Credeva di essere finalmente incinta del sospirato erede. Quando i mesi trascorsero e del nascituro non ci fu traccia, tutti compresero che si trattava di un tumore ovarico.
I membri del partito cattolico al potere (guidato dal duca di Norfolk) sapevano benissimo che, con la morte senza figli della regina, il trono sarebbe passato alla sorellastra Elisabetta, di fede protestante, e che tutta la politica di restaurazione del cattolicesimo operata da Maria sarebbe stata abbandonata. Si cercò pertanto di convincere la regina a firmare l'atto con cui si condannava a morte la sorella, ma Maria non procedette.
Morì il 17 novembre 1558, dopo aver ascoltato la Messa e implorato invano Elisabetta di mantenere l'Inghilterra cattolica quando fosse salita al trono. Fu fatta tumulare nella cappella dell'Abbazia di Westminster, costruita a suo tempo dal nonno Enrico VII, nella stessa cripta dove verrà sepolta la sorellastra Elisabetta I. Poche ore dopo, morì anche l'arcivescovo e cardinale Reginald Pole.

## Ascendenza
|                           |                       |                          | Genitori                            |  |  | Nonni |  |  | Bisnonni      |  |  | Trisnonni  |  |
|                           |                       |                          |                                     |  |  |       |  |  | Edmondo Tudor |  |  | Owen Tudor |  |
|                           |                       |                          |                                     |  |  |       |  |  | Edmondo Tudor |  |  | Owen Tudor |  |
|                           |                       | Caterina di Valois       |                                     |  |  |       |  |  | Edmondo Tudor |  |  |            |  |
| Enrico VII d'Inghilterra  |                       |                          |                                     |  |  |       |  |  | Edmondo Tudor |  |  |            |  |
|                           |                       | Margaret Beaufort        | John Beaufort, I duca di Somerset   |  |  |       |  |  |               |  |  |            |  |
|                           |                       | Margaret Beaufort        | John Beaufort, I duca di Somerset   |  |  |       |  |  |               |  |  |            |  |
|                           |                       | Margaret Beaufort        | Margaret Beauchamp di Bletso        |  |  |       |  |  |               |  |  |            |  |
| Enrico VIII d'Inghilterra |                       | Margaret Beaufort        |                                     |  |  |       |  |  |               |  |  |            |  |
|                           |                       | Edoardo IV d'Inghilterra | Riccardo Plantageneto               |  |  |       |  |  |               |  |  |            |  |
|                           |                       | Edoardo IV d'Inghilterra | Riccardo Plantageneto               |  |  |       |  |  |               |  |  |            |  |
|                           |                       | Edoardo IV d'Inghilterra | Cecilia Neville                     |  |  |       |  |  |               |  |  |            |  |
| Elisabetta di York        |                       | Edoardo IV d'Inghilterra |                                     |  |  |       |  |  |               |  |  |            |  |
|                           |                       | Elisabetta Woodville     | Richard Woodville                   |  |  |       |  |  |               |  |  |            |  |
|                           |                       | Elisabetta Woodville     | Richard Woodville                   |  |  |       |  |  |               |  |  |            |  |
|                           |                       | Elisabetta Woodville     | Giacometta di Lussemburgo           |  |  |       |  |  |               |  |  |            |  |
| Maria I d'Inghilterra     |                       | Elisabetta Woodville     |                                     |  |  |       |  |  |               |  |  |            |  |
|                           | Giovanni II d'Aragona | Ferdinando I d'Aragona   |                                     |  |  |       |  |  |               |  |  |            |  |
|                           | Giovanni II d'Aragona | Ferdinando I d'Aragona   |                                     |  |  |       |  |  |               |  |  |            |  |
|                           | Giovanni II d'Aragona | Eleonora d'Alburquerque  |                                     |  |  |       |  |  |               |  |  |            |  |
| Ferdinando II d'Aragona   | Giovanni II d'Aragona |                          |                                     |  |  |       |  |  |               |  |  |            |  |
|                           |                       | Giovanna Enríquez        | Federico Enríquez de Mendoza        |  |  |       |  |  |               |  |  |            |  |
|                           |                       | Giovanna Enríquez        | Federico Enríquez de Mendoza        |  |  |       |  |  |               |  |  |            |  |
|                           |                       | Giovanna Enríquez        | Marina Fernandez di Cordoba e Ayala |  |  |       |  |  |               |  |  |            |  |
| Caterina d'Aragona        |                       | Giovanna Enríquez        |                                     |  |  |       |  |  |               |  |  |            |  |
|                           |                       | Giovanni II di Castiglia | Enrico III di Castiglia             |  |  |       |  |  |               |  |  |            |  |
|                           |                       | Giovanni II di Castiglia | Enrico III di Castiglia             |  |  |       |  |  |               |  |  |            |  |
|                           |                       | Giovanni II di Castiglia | Caterina di Lancaster               |  |  |       |  |  |               |  |  |            |  |
| Isabella di Castiglia     |                       | Giovanni II di Castiglia |                                     |  |  |       |  |  |               |  |  |            |  |
|                           |                       | Isabella d'Aviz          | Giovanni del Portogallo             |  |  |       |  |  |               |  |  |            |  |
|                           |                       | Isabella d'Aviz          | Giovanni del Portogallo             |  |  |       |  |  |               |  |  |            |  |
|                           |                       | Isabella d'Aviz          | Isabella di Braganza                |  |  |       |  |  |               |  |  |            |  |
|                           |                       | Isabella d'Aviz          |                                     |  |  |       |  |  |               |  |  |            |  |